# Barbara Alberti
Barbara Alberti (Umbertide, 11 aprile 1943) è una scrittrice, sceneggiatrice, drammaturga, giornalista, personaggio televisivo e attrice italiana.

## Biografia
Si trasferì coi genitori a Roma all'età di 15 anni, laureandosi poi in Filosofia alla Sapienza. Nella sua eclettica produzione, tesa a combattere un'immagine perdente del sesso femminile, si affiancano opere diverse, dal picaresco Memorie malvagie (1976) allo sperimentale Delirio (1978) fino al meditativo e controverso Vangelo secondo Maria (1979), passando successivamente a prove maggiormente venate di umorismo nero ma di inalterata provocazione come Il signore è servito (1983), Buonanotte Angelo (1986), Povera bambina (1988), Parliamo d'amore (1989) e Gianna Nannini da Siena (1991) - incentrato sull’omonima cantante - e Il promesso sposo (1994), un profilo dedicato al critico d'arte e personaggio televisivo Vittorio Sgarbi e presentato sotto le spoglie di un'autobiografia "mancata".
Di genere umoristico è La donna è un animale stravagante davvero: ottanta ritratti ingiusti e capricciosi (1998), nel quale la Alberti ha rappresentato un Don Giovanni immaginario con accanto alcune figure femminili note della sua generazione.
Nel 2003 ha pubblicato Gelosa di Majakovskij, biografia del celebre poeta (per il quale, nello stesso anno, ha ricevuto il Premio Alghero Donna) sezione narrativa, e Il principe volante, in cui ha raccontato con malizia e amorevolezza la vita di Antoine de Saint-Exupéry. Sempre nel 2003 è stata Presidente di Commissione del Premio Lunezia, mentre è del 2006 il romanzo Il ritorno dei mariti.
È anche coautrice di sceneggiature cinematografiche, tra cui Il portiere di notte di Liliana Cavani (1974, collaboratrice), Maladolescenza di Pier Giuseppe Murgia (1977), Io sto con gli ippopotami (1979), Monella (1998) e Melissa P. (2005) e autrice di testi teatrali (Ecce homo).
Dal 1983 al 1998 Barbara Alberti ha tenuto la rubrica Parliamo d'amore sul settimanale Amica. Nel 1983 scrive una rubrica su Penthouse chiamata Luci rosse. Il 21 gennaio 1988 è diventata giornalista pubblicista. Dal 2009 gestisce una pungente rubrica settimanale (La posta di Barbara Alberti) su Il Fatto Quotidiano. Attualmente tiene, inoltre, una rubrica di corrispondenza coi lettori sul settimanale Gioia. Scrive anche sui settimanali Confidenze e D-La Repubblica delle Donne.
Partecipa abitualmente come opinionista a diversi talk show televisivi, da Pomeriggio 5 a L'Italia sul 2. Fino a settembre 2013 ha condotto La guardiana del faro, un programma settimanale in onda la domenica mattina dalle 9 alle 10 su Radio 24, ideato da Gianluca Nicoletti, a cura di Gloria Guerrera.
Nel 2018 ha partecipato come concorrente a Celebrity Masterchef, venendo eliminata nella seconda puntata.
Da gennaio 2020 partecipa come concorrente alla quarta edizione del Grande Fratello VIP, da cui si ritira per motivi personali nella prima metà di febbraio; sempre nello stesso anno, partecipa come ospite e giudice del sintony test al programma televisivo La pupa e il secchione. Da settembre a novembre del 2022 è curatrice della rubrica La posta del cuore, ospite e giurata della trasmissione BellaMa'.
Nel corso del festival Liberevento (che si svolge in diverse località della Sardegna) il 25 agosto 2022 riceve dalle mani del poeta Beppe Costa il Premio alla carriera.

## Vita privata
È stata sposata con il produttore e sceneggiatore Amedeo Pagani, dal quale nel 1975 ha avuto un figlio, il giornalista Malcom Pagani e una figlia, Gloria Samuela Pagani, arabista.

## Politica
È stata iscritta al Partito Radicale e nel 1992 si è candidata alla Camera dei deputati con la Lista Marco Pannella nella circoscrizione di Roma-Viterbo-Latina-Frosinone, ottenendo 299 preferenze senza essere eletta.

## Opere
- Memorie malvage[sic], Venezia, Marsilio, 1976.
- Delirio, Milano, A. Mondadori, 1978.
- Vangelo secondo Maria, Milano, A. Mondadori, 1979.
- Donna di piacere, Milano, A. Mondadori, 1980.
- Il signore è servito, Milano, A. Mondadori, 1983.
- Tahiti Bill, come Bruno Gaburro, Milano, A. Mondadori, 1984.
- Sbrigati Mama, come Margherita Margherita, Milano, A. Mondadori, 1984.
- Scommetto di sì, come Alcide Meloni, Milano, A. Mondadori, 1984.
- Fulmini, Milano, Spirali, 1984.
- Buonanotte Angelo, Milano, A. Mondadori, 1986.
- Povera bambina, Milano, A. Mondadori, 1988. ISBN 88-04-31580-6.
- Dispetti divini, Venezia, Marsilio, 1989. ISBN 88-317-5198-0.
- Parliamo d'amore, Milano, A. Mondadori, 1989. ISBN 88-04-31437-0.
- Gianna Nannini da Siena, Milano, A. Mondadori, 1991. ISBN 88-04-33544-0.
- Il promesso sposo. Romanzo popolare, Milano, Sonzogno, 1994. ISBN 88-454-0699-7.
- Vocabolario dell'amore, Milano, Biblioteca universale Rizzoli, 1995. ISBN 88-17-13845-2.
- La donna è un animale stravagante davvero, Milano, Frontiera, 1998. ISBN 88-87216-01-0.
- Gelosa di Majakovskij, Venezia, Marsilio, 2002. ISBN 88-317-7997-4.
- L'amore è uno scambio di persona, Bologna, Gallo e Calzati, 2003. ISBN 88-88379-12-6.
- Il principe volante, Roma, Playground, 2004. ISBN 88-89113-01-4.
- Il ritorno dei mariti, Milano, Mondadori, 2006. ISBN 88-04-55884-9.
- Letture da treno. Diciassette opere letterarie e un melodramma, Roma, Nottetempo, 2008. ISBN 978-88-7452-148-7.
- Riprendetevi la faccia, Milano, Mondadori, 2010. ISBN 978-88-04-59788-9.
- Sonata a Tolstoj, Milano, B. C. Dalai, 2010. ISBN 978-88-6073-645-1.
- Amore è il mese più crudele, Roma, Nottetempo, 2012. ISBN 978-88-7452-286-6.
- Lezioni d'amore, Roma, Nottetempo, 2013. ISBN 978-88-7452-420-4.
- Lezioni d'amore. Gelosia, Roma, Nottetempo, 2013. ISBN 978-88-7452-456-3.
- La guardiana del faro. [Storie di amori e di scritture], Reggio Emilia, Imprimatur, 2013. ISBN 978-88-97949-70-1.
- Non mi vendere, mamma!, Roma, Nottetempo, 2016. ISBN 978-88-7452-645-1.
- Francesco e Chiara, Bologna, EDB, 2019. ISBN 978-88-10-55941-3.
- Mio signore, Venezia, Marsilio, 2020. ISBN 978-88-297-0175-9.
- Amores, Milano, HarperCollins Italia, 2022. ISBN 9791259851055
- Tremate, tremate. Le streghe son tornate, Rizzoli, 2024.

## Filmografia

### Sceneggiatrice
- La stagione dei sensi, regia di Massimo Franciosa (1969)
- Una prostituta al servizio del pubblico e in regola con le leggi dello stato, regia di Italo Zingarelli (1970)
- Ciao Gulliver, regia di Carlo Tuzii (1970)
- ...più forte ragazzi!, regia di Giuseppe Colizzi (1972)
- Il maestro e Margherita (Maestro i Margarita), regia di Aleksandar Petrović (1972)
- Il portiere di notte, regia di Liliana Cavani (1974)
- Qui comincia l'avventura, regia di Carlo Di Palma (1975)
- Colpita da improvviso benessere, regia di Franco Giraldi (1975)
- Mimì Bluette fiore del mio giardino, regia di Carlo Di Palma (1976)
- Culastrisce nobile veneziano, regia di Flavio Mogherini (1976)
- Maladolescenza, regia di Pier Giuseppe Murgia (1977)
- Pensione paura, regia di Francesco Barilli (1977)
- Io sto con gli ippopotami, regia di Italo Zingarelli (1979)
- Ernesto, regia di Salvatore Samperi (1979)
- La disubbidienza, regia di Aldo Lado (1981)
- Una donna allo specchio, regia di Paolo Quaregna (1984)
- Angeli a sud, regia di Massimo Scaglione (1992)
- Donna di piacere, regia di Paolo Fondato (1997)
- Monella, regia di Tinto Brass (1998)
- Melissa P., regia di Luca Guadagnino (2005)
- Io sono l'amore, regia di Luca Guadagnino (2009)
- L'arbitro, regia di Paolo Zucca (2013)
- Incompresa, regia di Asia Argento (2014)
- La guerra dei cafoni, regia di Davide Barletti e Lorenzo Conte (2017)
- Era di marzo, regia di Asia Argento (2017) - cortometraggio
- L'uomo che comprò la Luna, regia di Paolo Zucca (2018)

### Attrice
- Visioni di Palio, regia di Anton Giulio Onofri – mediometraggio documentario (2004)
- Acqua e zucchero: Carlo Di Palma, i colori della vita, regia di Fariborz Kamkari – documentario (2016)
- La dea fortuna, regia di Ferzan Özpetek (2019)
- War - La guerra desiderata, regia di Gianni Zanasi (2022) - cameo
- Fragili, regia Raffaele Mertes – miniserie TV, 2 puntate (2024)

## Programmi televisivi
- La fattoria (Canale 5, 2005-2006) - opinionista
- Donne (Rai 2, 2007) - opinionista
- La talpa 3 (Italia 1, 2008) - opinionista
- Italian Academy 2 (Rai 2, 2009) - giurata
- Celebrity MasterChef Italia 2 (Sky Uno, 2018) - concorrente
- CR4 - La Repubblica delle Donne (Rete 4, 2018) - opinionista
- Grande Fratello VIP 4 (Canale 5, 2020) - concorrente
- Ogni mattina (TV8, 2020-2021) - opinionista
- Alessandro Borghese - Celebrity Chef (TV8, 2022) - concorrente
- BellaMa' (Rai 2, 2022) - ospite, giurata

### Web TV
- Diavoli (LOFT, 2017)
- Lettere d’amore (LOFT, 2018)